# 稲荷ある
稲荷 ある（いなり ある、2000年12月26日 - ）は、日本のAV女優である。オールプロ所属。

## 略歴
和歌山県出身。高校生か中学生くらいの頃より好奇心でスマホでのAV視聴を開始。当初はエロ目的ではなく、かわいい女の子の肌を見るということが目的だった。のちには小野六花ファンとなり、グッズ収集も兼ねてパッケージ作品も買うようになる。「人生1度きりだし、自分のやりたいことに素直になりたいって思いました」と、AV女優を目指すようになり、小野と同じ事務所であるオールプロに入所する。
2023年1月26日、SODクリエイトより『稲荷ある 22歳 AV デビュー 彼女は人を笑顔にして、ちょっとSにする。』でAV女優としてデビュー。

## 人物
- 性格は「天性の親しみやすさでめっちゃいい子」[4]。一方で「性欲は天井知らずな女の子」で[4]、「綺麗な白肌にムチムチ感がたまらない」と称される[4]。
- 独特な芸名は「今後、化けるように」という意味でマネージャーが「稲荷」と命名[3]。
- 趣味はゲーム配信鑑賞（FPS、ポケモン、モンハンなど）[5]。

## 作品

### アダルトビデオ

#### 2023年
- 稲荷ある 22歳 AV デビュー 彼女は人を笑顔にして、ちょっとSにする。（1月26日、SODクリエイト）
- 初体験で大絶頂 稲荷ある ＃初野外＆カーSEX ＃初オイルマッサージSEX ＃初コスプレ連続フェラ顔射 ＃初おもちゃ責めSEX ＃初3P 彼女とふれ合うと笑顔になって、ちょっとSになる。（3月23日、SODクリエイト）
- 人生初の禁欲＆焦らしで感度最高潮 デカチンピストンで全身ふにゃふにゃ脳トロ深イキ 絶頂燦々 稲荷ある 彼女と一緒にいると意地悪したくなる。（4月20日、SODクリエイト）
- おしゃぶり大好き即尺デリバリーメイド 稲荷ある 常に笑顔で神対応♪シアワセお届けします 愛情たっぷりご奉仕SEXでオール2回戦！（5月25日、SODクリエイト）
- 一日連れまわしM開発デート！ 稲荷ある（6月22日、SODクリエイト）
- 通学中の電車でイカされ失禁してしまったJ● 連日痴漢で開発され続け、鬼付きされても声を出さずサイレント絶頂しまくる 稲荷ある（7月20日、SODクリエイト）
- 【夏といえば水着！SODstar全員ビキニ祭】夏休み、なぜか妹がビキニ姿で家にいます。兄である僕は妹に欲情して思わず襲ってしまうと、汗と愛液に塗れたビショ濡れの過去一アツい夏となりました！（8月24日、SODクリエイト）
- 1日中即ハメピストン！足ガクガク腰が抜けても絶対に離さない追撃バックで限界突破！ 稲荷ある（9月21日、SODクリエイト）
- ウブで敏感な新人風俗嬢 Mで感じやすい彼女はお客様に責められまくり気持ち良さに抗えず本番してしまう 稲荷ある（10月26日、SODクリエイト）
- おじさんに全身舐められて、体液交換。接吻、舐めあい、唾飲み 稲荷ある（11月23日、SODクリエイト）

#### 2024年
- 何があっても絶対に起きない義姉を夜な夜なノンレム眠姦 布団に潜り無防備なマ○コを突きまくり挿れ放題！ 稲荷ある（1月25日、SODクリエイト）
- 【オフショルから華奢な身体がチラリ…カワイイ系とキレイ系のイイとこ取り！ナチュラルあざといスレンダー美女】まんまと引っ掛かりたくなる思わせぶりな態度にチ●ポのトキメキが抑えられない…ッ！ほぼ前戯の濃厚路チューで受け入れ準備万端！→ドアを隔てた人の気配も興奮材料！？声を我慢してもマ●コのクチュ音は誤魔化せない…！→人生初の立ちションにガチ照れ羞恥プレイ！【あまちゅあハメREC＃あーちゃん＃インテリアショップ店員】（3月19日、DOC）※あーちゃん名義
- 童貞のみ本番OKド健全メンエス嬢 稲荷ある（3月20日、Materiall）

### イメージビデオ
- Ｅｕｐｈｏｒｉａ（2023年11月17日、M.B.Dメディアブランド）

## 出演

### ラジオ
- ラジオのアナ〜ラジアナ・深夜3時のヒロイン（2023年4月13日、4月20日、FM NACK5）